# Banco Central da Islândia
O Banco Central da Islândia (em islandês Seðlabanki Íslands) é o banco central ou reserva de moeda da Islândia. Foi criado em 1961, pelo Alþingi (como é chamado o parlamento do país).

## Reforma monetária
Em 2015, após a crise financeira islandesa de 2008-2011, o governo da Islândia considerou "uma proposta monetária revolucionária" para abolir a criação de dinheiro privado e encerrar o banco de reservas fracionárias. Semelhante à Iniciativa Monetária Soberana Suíça, este plano removeria o poder de criação de dinheiro dos bancos comerciais e o entregaria ao Banco Central da Islândia.